# Baba ganush

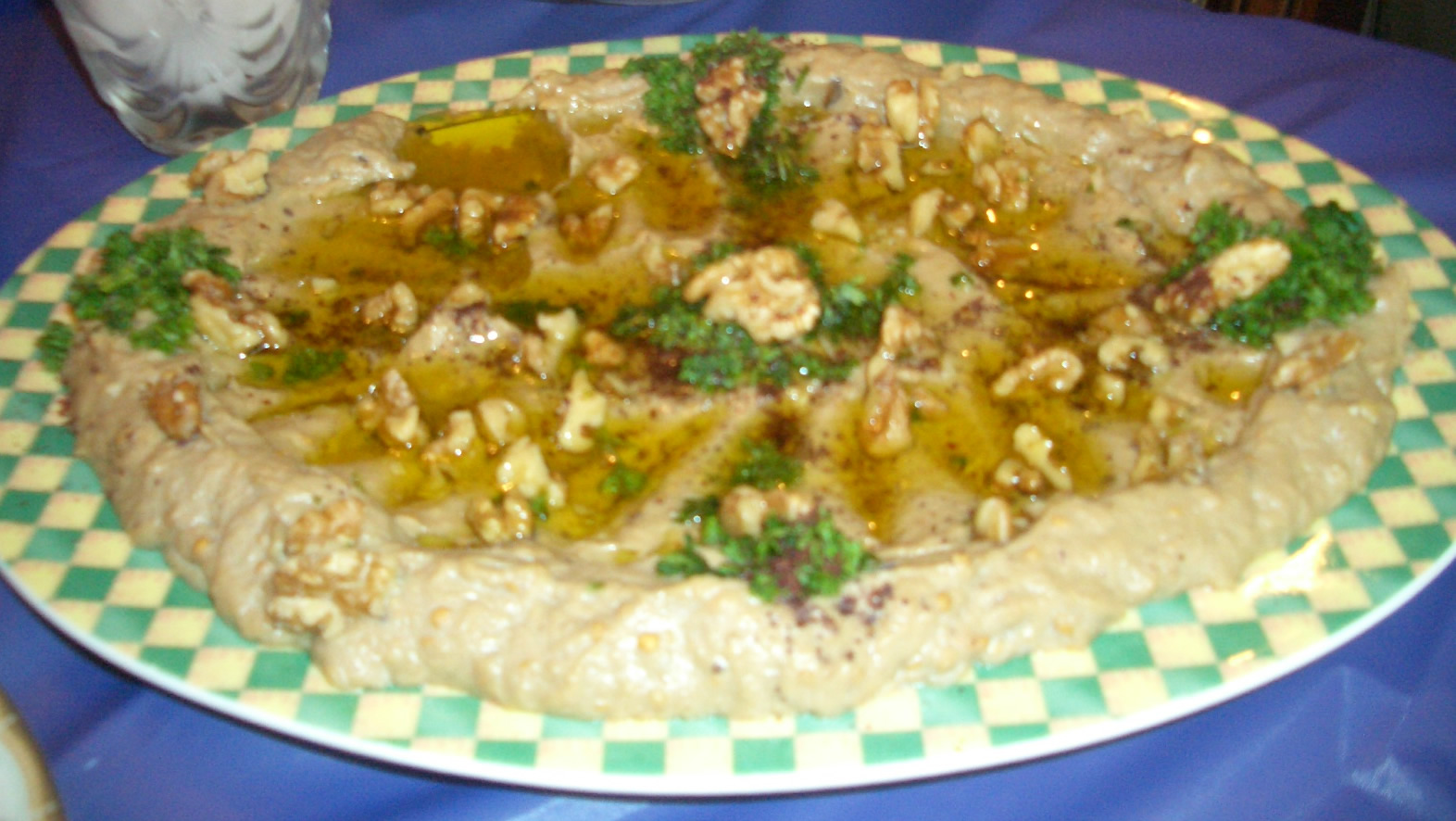
Baba ganouj på syriskt vis.

Baba ganush (arabiska: بابا غنوج bābā ġanūj), aubergineröra, auberginedipp, är en maträtt gjord av aubergine. Den är ett vanligt tillbehör vid meze. Rätten förekommer över hela Mellanöstern och andra delar av medelhavsområdet, till exempel Grekland, i något varierande form. I den egyptiska varianten rostas auberginerna först i ugn och skalas, innehållet mosas och blandas med tahini samt smaksätts med vitlök, persilja, spiskummin, citron, vinäger, salt och peppar. Röran ätes sedan företrädesvis med arabiskt pitabröd, antingen som förrätt eller som tillbehör till huvudrätter såsom grillad fisk eller kött. 

## Andra stavningar
Andra exempel på stavningar är baba ghanoush, baba ganoush, baba ghannouge och baba ghanouj. Baba ganush ingår även i det grekiska och italienska köket, ofta under namnet melitzano salata (melitzanosalata).